# Юнгберг, Биргер
Биргер Юнгберг (норв. Birger Ljungberg; 7 июня 1884, Фредрикстад — 20 апреля 1967, там же) — норвежский военный, политический и государственный деятель, генерал-майор.

## Биография
Окончил высшее Военное училище в 1909 году, служил старшим лейтенантом с 1911 по 1912 год в Америке. В 1916 году получил чин капитана, до 1917 года был адъютантом командира пехотного полка. С 1919 по 1930 год — командир 2-й егерской роты. Служил преподавателем пехотной стрелковой школы. С 1919 года — преподаватель Военной школы, а с 1924 по 1927 год — адъютант короля Норвегии Хокона VII.
С 1930 по 1932 год — руководитель Военного училища, с 1932 по 1937 год служил в Генеральном штабе Норвегии. В декабре 1937 года стал полковником и командиром Эстфолдского пехотного полка № 1.
Занимал пост министра обороны Норвегии с 1939 по 1942 год. На время его министерского периода пришлась Оккупация Дании и Норвегии немецкими войсками. Переехал в Великобританию. Поведение Юнберга во время нападения Германии подверглось критике со стороны Следственной комиссии 1945 года. В частности, на него была возложена бо́льшая часть ответственности за неясный приказ о мобилизации.
С 1942 по 1943 год был представителем Министерства обороны США, военным атташе в Канаде с 1943 по 1944 год и в США с 1944 по 1945 год. Ушёл в отставку со службы в 1946 году и был помилован и уволен в 1949 году.
Член Консервативной партии Норвегии.